# Курети

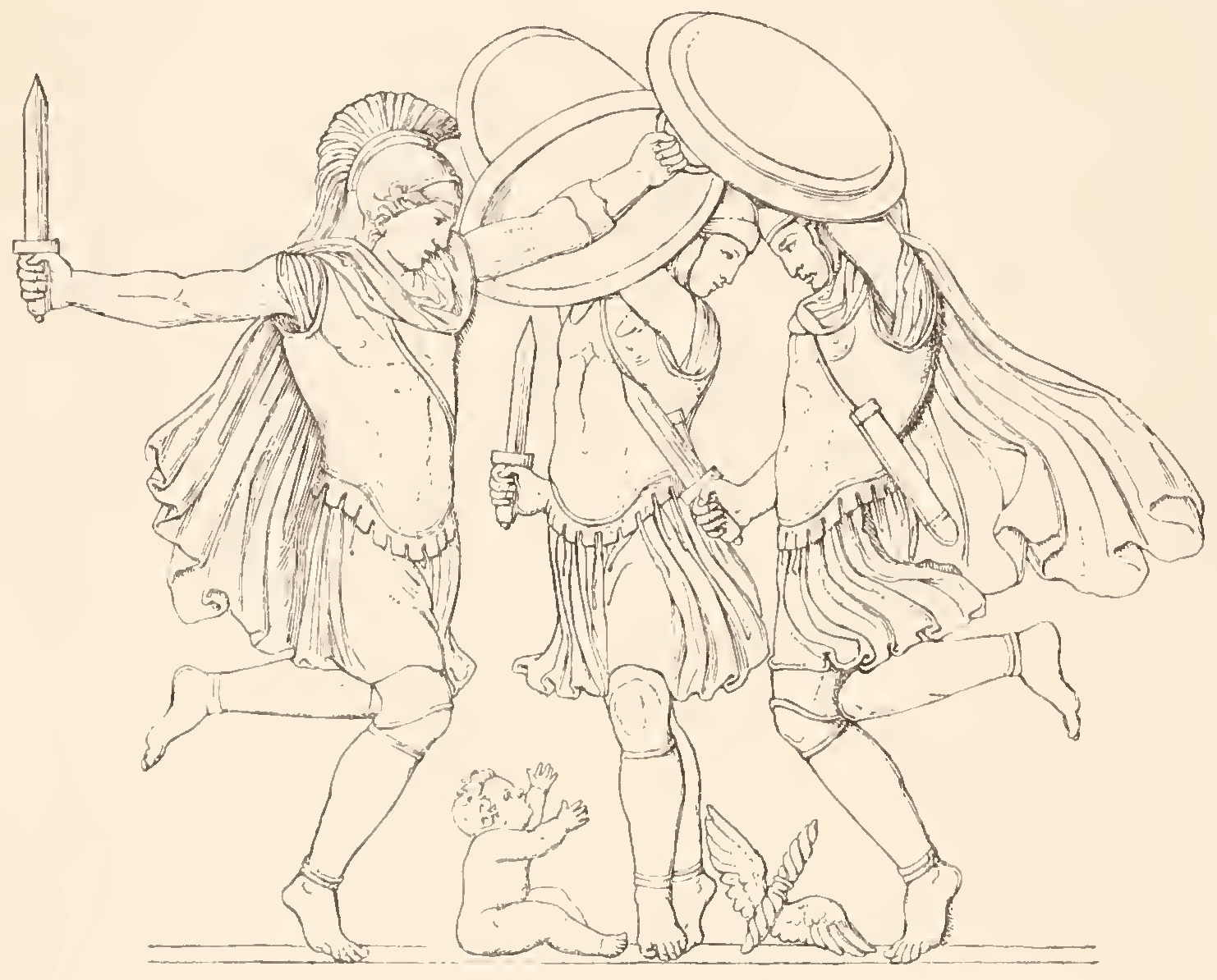
Курети б'ють в щити, щоб заглушити плач маленього Зевса

Куре́ти (грец. Κουρήτες) — напівміфічне плем'я, що жило на Криті та в Евбеї. Назва імовірно походить від «стрижка» і могла позначати різні реальні племена.

## Курети в міфах
Рея віддала під опіку куретів малого Зевса, тому вони стали жерцями богині. Після об'єднання культів Реї й Кібели курети злилися з жерцями Кібели — корибантами.
Греки вважали, що курети своїми бучними танцями й ударами списів по щитах заглушували плач Зевса-немовляти і таким способом не дали Кроносу його відшукати. Є версія, за якою курети спочатку були демонами родючих сил землі, їхній культ був пов'язаний з культом Критського Зевса.

## Курети в історії
Страбон в праці «Географія» (Книга X) згадує куретів як плем'я, яке за різними переказами жило або на Криті, або в Евбеї. Також він зазначав, що якісь курети жили в Акарнанії на півночі Греції та в Етолії та воювали з Етолом.
Цитуючи Аремаха Евбейського, Страбон пояснює походження назви племені від слова «стрижка». Курети носили довгі зачіски спереду і вибривали волосся ззаду. Вони населяли Халкіду в Евбеї, але були витіснені у Етолію, оскільки в битвах вороги хапали їх за волосся і не давали таким чином добре битися. Після цього курети стали відрощувати волосся на потилиці, а спереду стригти. Інша версія говорила, що курети носили одяг, подібний на жіночий, і дуже доглядали за волоссям, за що й отримали назву — «жіноподібні».
Крім того назва нібито велася і від гори з назвою Курія. Страбон зауважував, що численні перекази про куретів не дозволяють з'ясувати про кого саме ідеться в конкретній оповіді. Сам він схилявся до думки, що куретами називали не стільки конкретні племена, скільки учасників ритуальних військових танців, котрі носили довге волосся.
Роберт Грейвс стверджував, що курети з міфів відображають реальних охоронців, які супроводжували царів-жреців стародавньої Греції. Брязкання їхньої зброї було покликане відганяти злих духів під час виконання обрядів.